# Сан-Кашіано-ін-Валь-ді-Пеза
Сан-Кашіано-ін-Валь-ді-Пеза (італ. San Casciano in Val di Pesa) — муніципалітет в Італії, у регіоні Тоскана, метрополійне місто Флоренція.
Сан-Кашіано-ін-Валь-ді-Пеза розташований на відстані близько 230 км на північний захід від Рима, 15 км на південь від Флоренції.
Населення — 17 201 особа (2014).
Щорічний фестиваль відбувається 13 серпня. Покровитель — San Cassiano di Imola.

## Демографія
Населення за роками:

Станом на 1 січня 2023 року в муніципалітеті офіційно проживало 1270 іноземців з 81 країни, серед них 455 громадян країн Євросоюзу та 16 громадян України.

## Сусідні муніципалітети
- Греве-ін-К'янті
- Імпрунета
- Монтеспертолі
- Скандіччі
- Таварнелле-Валь-ді-Пеза